# Réaumont
Réaumont ist eine französische Gemeinde mit 1.005 Einwohnern (Stand: 1. Januar 2022) im Département Isère in der Region Auvergne-Rhône-Alpes. Sie gehört zum Arrondissement Grenoble und zum Kanton Tullins. Die Einwohner werden Réaumontois genannt.

## Geographie
Die Gemeinde Réaumont liegt im westlichen Vorland des Chartreuse-Gebirges, fünf Kilometer westlich von Voiron und etwa 25 Kilometer nordwestlich von Grenoble. Der Fluss Fure begrenzt die Gemeinde im Nordwesten. Umgeben wird Réaumont von den Nachbargemeinden Saint-Blaise-du-Buis im Norden, La Murette im Nordosten, Saint-Cassien im Osten, Moirans im Südosten und Süden, Charnècles im Süden sowie Rives im Südwesten und Westen. Durch die Gemeinde führt die Autoroute A48. 

## Bevölkerungsentwicklung
| Jahr                       | 1962 | 1968 | 1975 | 1982 | 1990 | 1999 | 2006 | 2014 | 2021 |
| -------------------------- | ---- | ---- | ---- | ---- | ---- | ---- | ---- | ---- | ---- |
| Einwohner                  | 384  | 357  | 371  | 501  | 634  | 791  | 859  | 1039 | 1007 |
| Quellen: Cassini und INSEE |      |      |      |      |      |      |      |      |      |

## Sehenswürdigkeiten

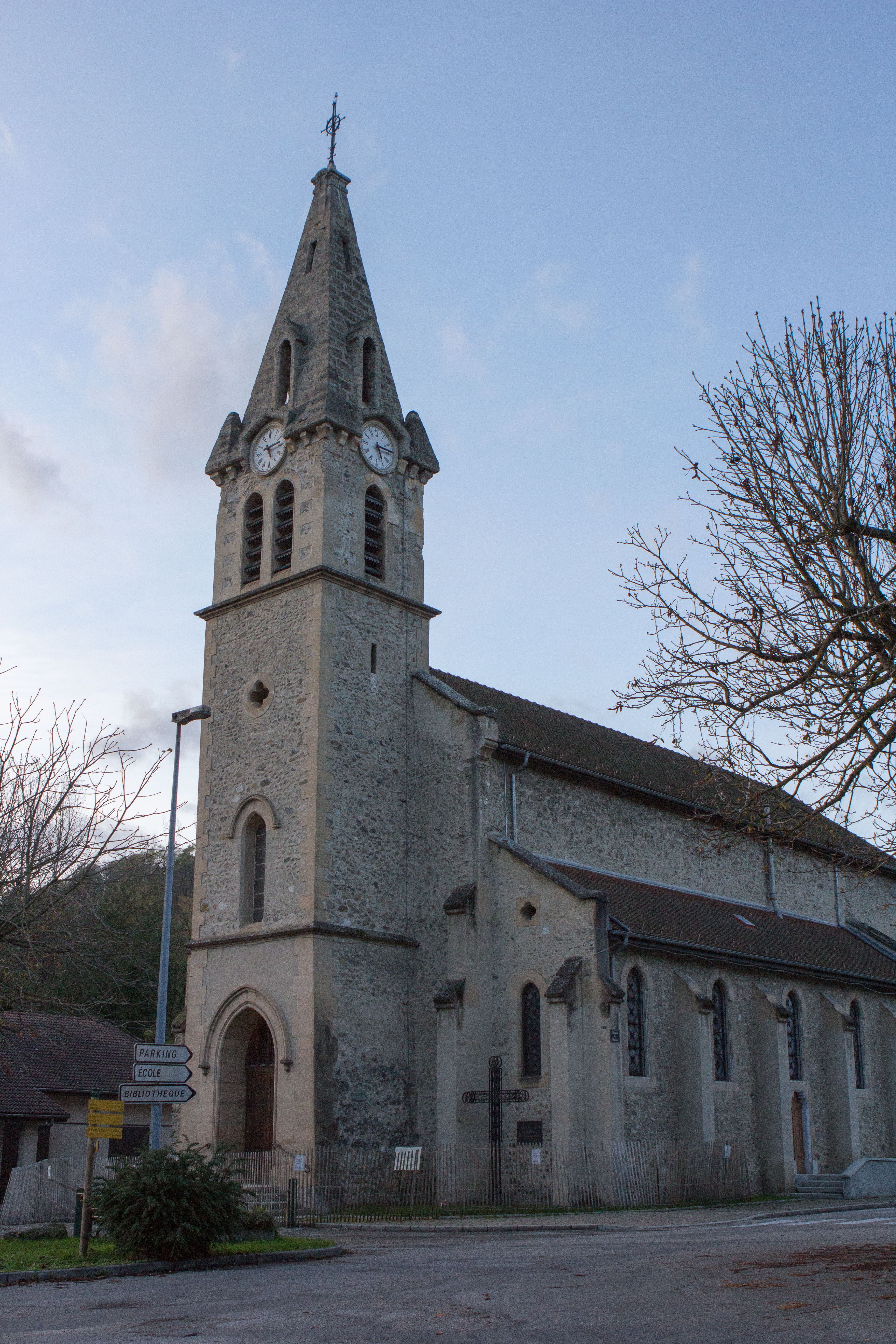
Kirche Saint-Jean-Baptiste
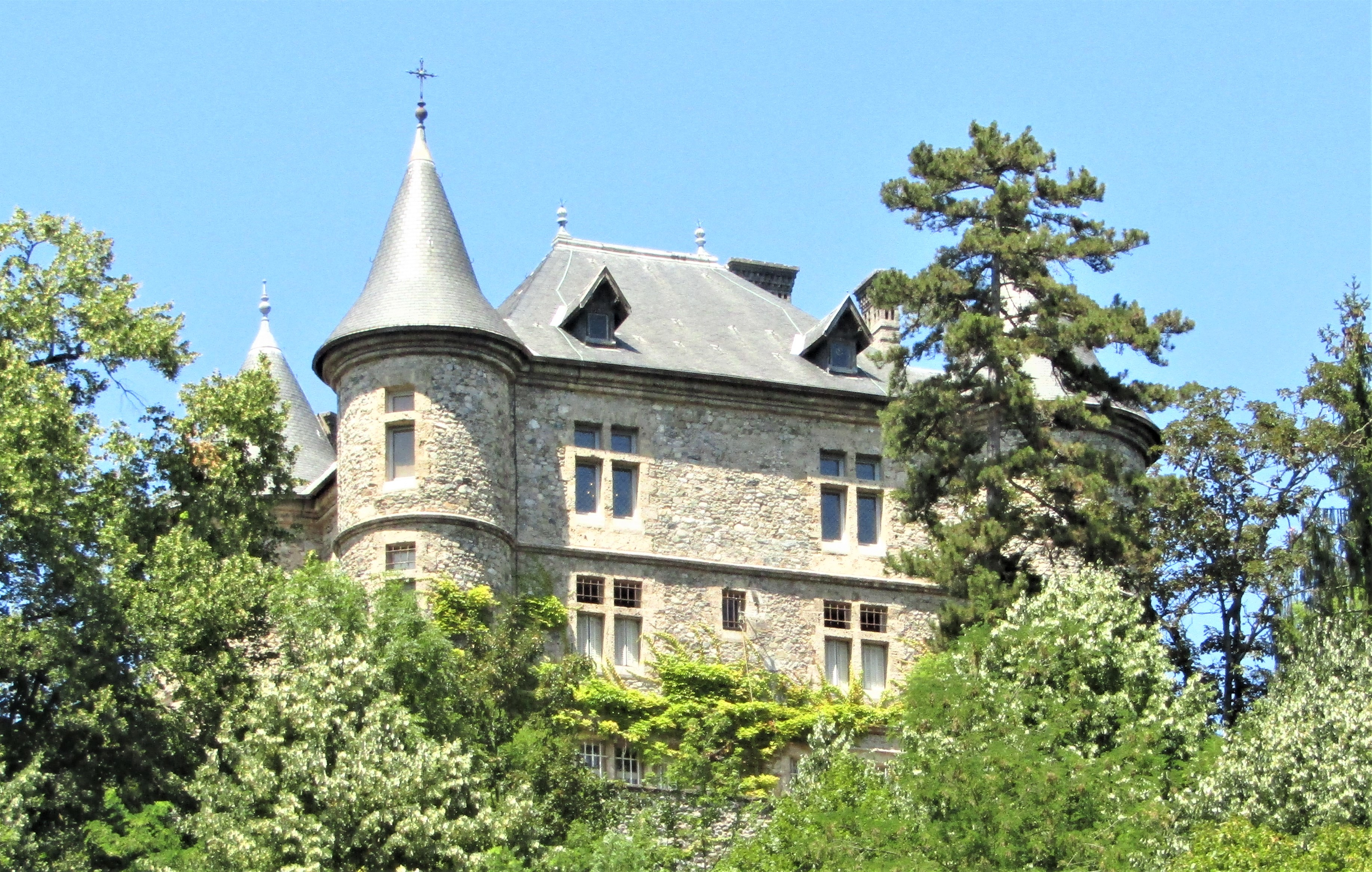
Schloss Réaumont
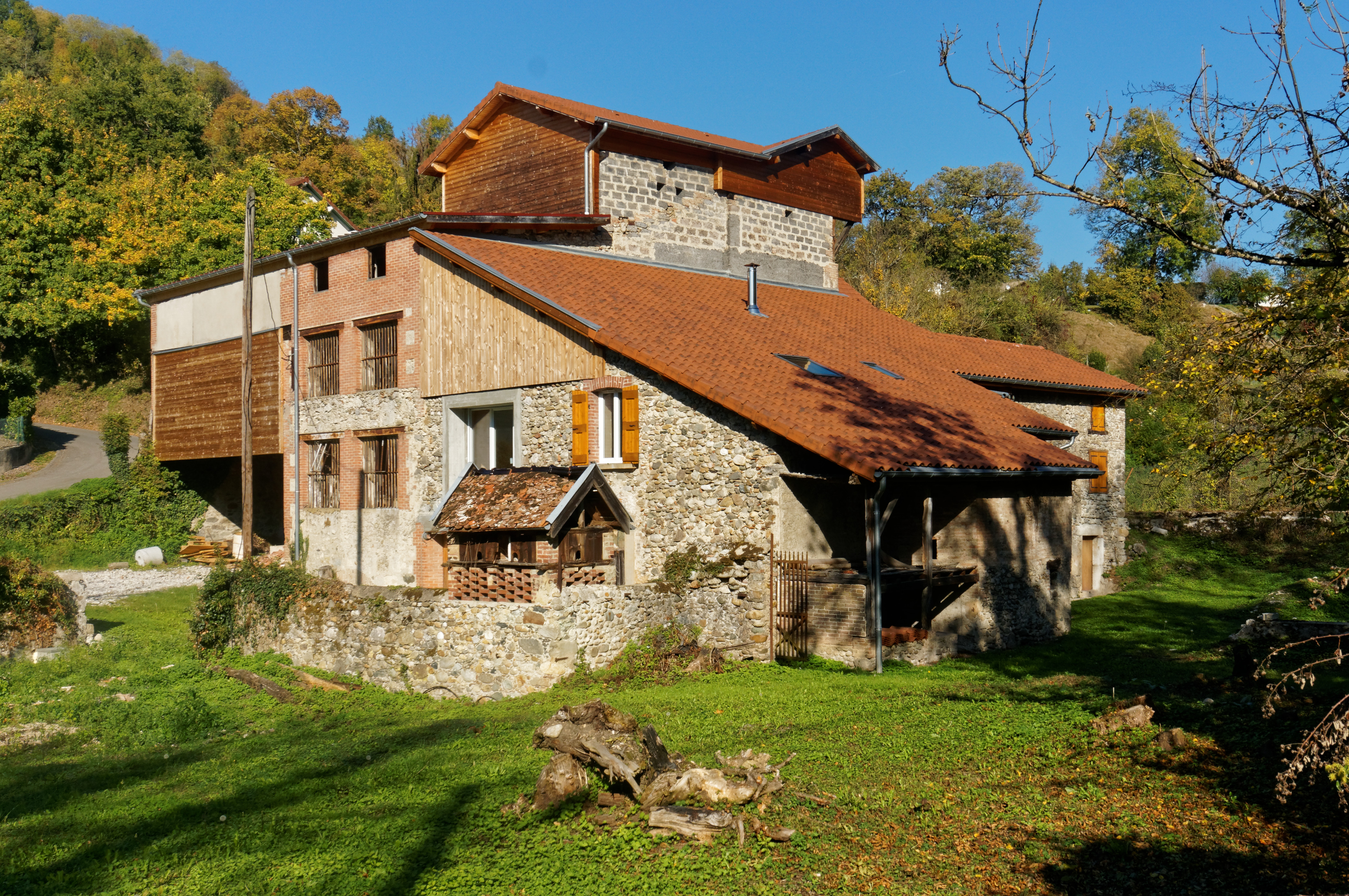
Wassermühle
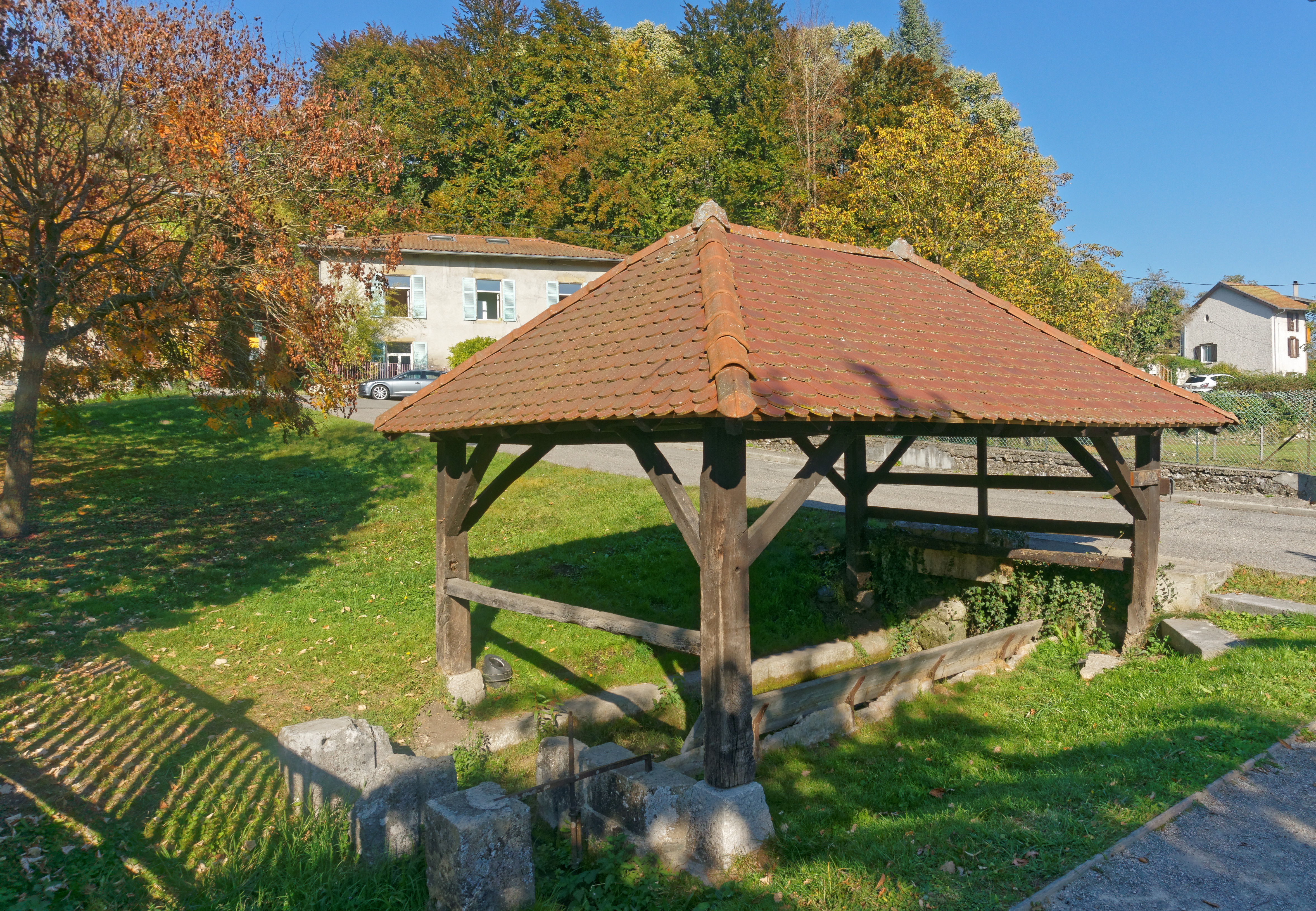
Waschhaus nahe der Kirche
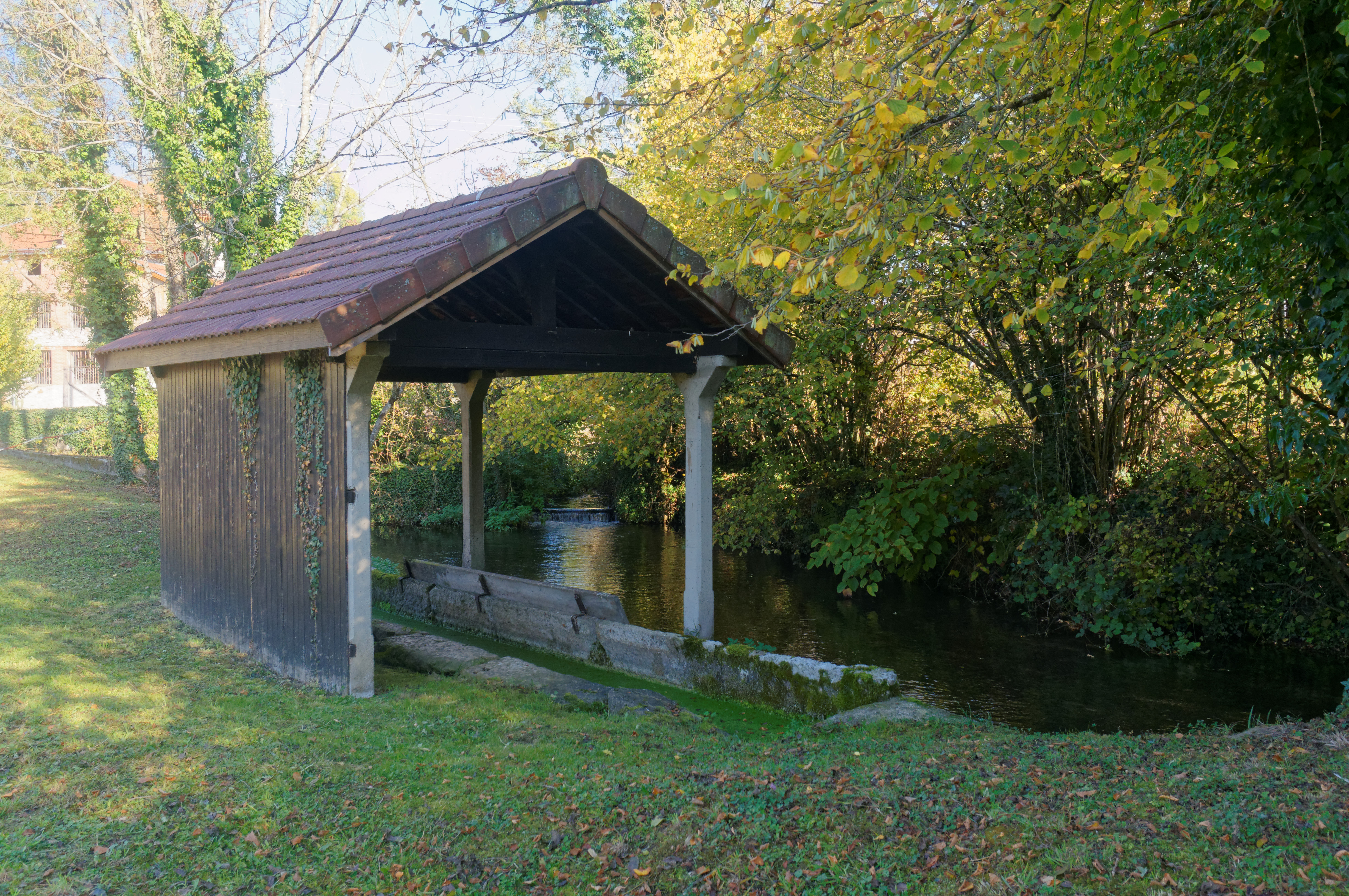
Waschhaus nahe der Mühle
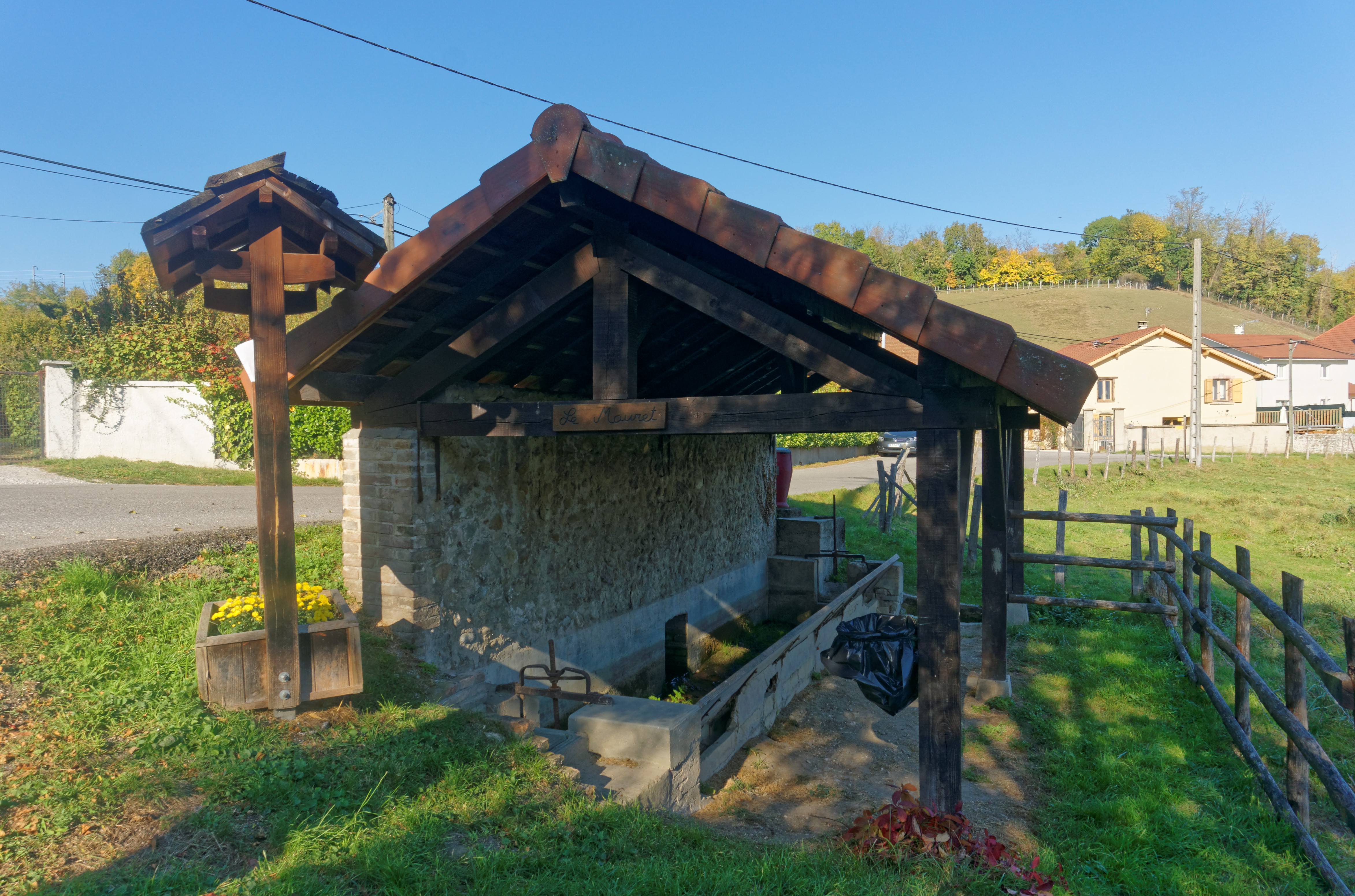
Waschhaus im Ortsteil Mouret
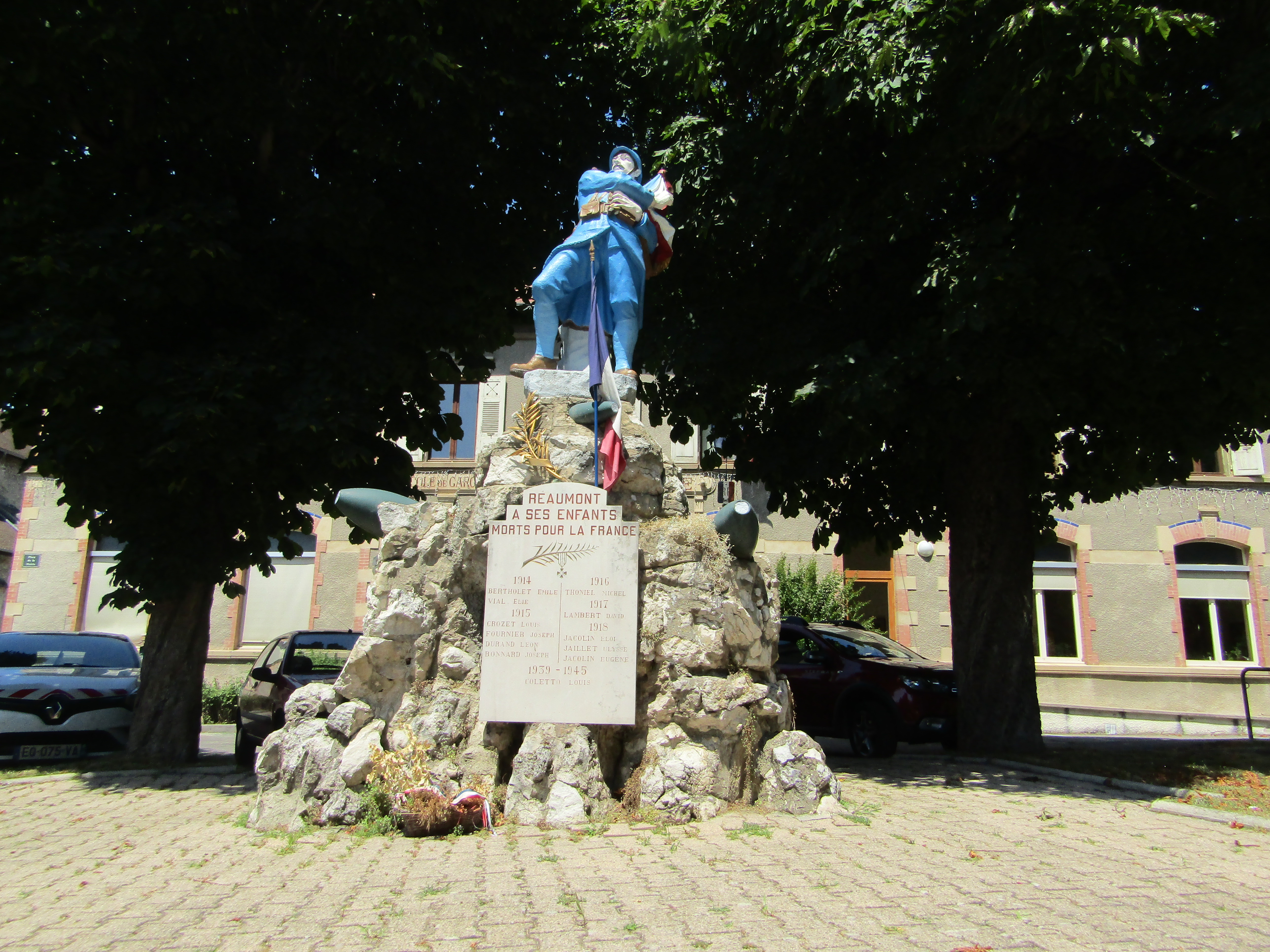
Gefallenendenkmal

- mehr als 600 Jahre alte Linde
- Waschhäuser (Lavoirs)

- Kirche Saint-Jean-Baptiste
- Schloss Réaumont
- Wassermühle
- Waschhaus nahe der Kirche
- Waschhaus nahe der Mühle
- Waschhaus im Ortsteil Mouret
- Gefallenendenkmal